# Wendy Van Wanten
Wendy Van Wanten, pseudoniem van Iris Vandenkerckhove (Oostende, 6 februari 1960), is een Vlaams model en zangeres.

## Biografie
Wendy van Wanten begon haar carrière als model bij een Leuvens modellenbureau. Ze verscheen in onder meer Elle, Vogue, Burda, Flair en The American New Look. Ze heeft opdrachten afgewerkt in Parijs, Düsseldorf, Amsterdam, de Bahama's en in Arizona (Verenigde Staten).
In 1986 werd ze individuele winnaar van de Baccarabeker als Iris in het Brabants team van Johan Verminnen met het nummer If I could only....
Ze werd vooral bekend van het programma De PinUp Club, waarin ze als Wendy Van Wanten de brievenrubriek presenteerde.
In 1991 nam ze met Willy Sommers het duet Kijk eens diep in mijn ogen op, dat verscheen op haar album Verliefd.
In 1993 speelde ze de rol van directrice in Meester! op VTM, een remake van de BRT-serie Meester, hij begint weer!
In 1996 was ze te gast bij Luc Appermont in Het mooiste moment.
In 2006 was ze het onderwerp van het televisieprogramma Wie wordt de man van Wendy? bij VTM. Hier heeft ze haar partner gevonden, Frans Vancoppenolle, die ook haar manager geworden is. Later waren zij samen te zien in de docusoap Wendy & Verwanten bij VTM.

## Privéleven
Van Wanten heeft twee zonen en een dochter.

## Trivia
- Er werd begin jaren 90 een vedettestrip rond Wendy Van Wanten gemaakt.
- Wendy Van Wanten werd opgevoerd in het album De Poenpakker (1991) in de stripverhalen rond Jean-Pierre Van Rossem door Erik Meynen.
- In 2002 speelde ze één aflevering mee in Samson en Gert. In de aflevering "Wendy" speelde ze zichzelf.
- Ook speelde ze een gastrol in de aflevering Betonhoofd van de Vlaamse sitcom Familie Backeljau.
- Ze speelde mee in de Vlaamse productie van de musical Romeo en Julia, van Haat tot Liefde.
- In 2022 nam ze deel aan De Verraders op VTM.

## Discografie

### Singles
| cd      | jaar | titel(s)                                                                                          | barcode         |
| ------- | ---- | ------------------------------------------------------------------------------------------------- | --------------- |
| s-cd    | 1994 | Blijf Nog 1 Nacht / Blijf Nog 1 Nacht (instrumentaal)                                             | -               |
| s-cd    | 1994 | Sla Je Arm Om Me Heen / Vuur en Vlam                                                              | 5 412654 95100  |
| s-cd    | 1995 | Verborgen Verdriet / Kom Maar Mee                                                                 | 5 412654 951037 |
| s-cd    | 1995 | Kiss Me Goodbye / De Wereld Draait Maar Door                                                      | 5 412654 951068 |
| s-cd    | 1995 | Zo Gelukkig Met Jou / Supersnel                                                                   | 5 411530 017942 |
| s-cd    | 1996 | Eeuwig en Altijd (met Jo Vally) / Jo Vally - Manuela/ Wendy van Wanten - Kruispunt                | 5 411530 018369 |
| s-cd    | 1996 | Hoor Je Het Slaan Van Mijn Hart / Supersnel                                                       | 5 411530 019557 |
| s-cd    | 1996 | Kom dichter / Ik Ben Helemaal Klaar                                                               | 5 411530 020133 |
| s-cd    | 1997 | De Derde Straat Links Op Het Nummer 15 / Waarom                                                   | 5 411530 020584 |
| s-cd    | 1997 | Jij Bent Te Jong / Verkeerd Terecht                                                               | 5 411530 021130 |
| s-cd    | 1997 | Laat Mij Maar Dromen / Puertorico Enrico                                                          | 5 411530 021710 |
| s-cd    | 1997 | Eindeloos / Geen Vaarwel Italië                                                                   | 5 411530 022366 |
| s-cd    | 1997 | Kus Me Toch / Kus Me Toch (Akoestische Versie)                                                    | -               |
| s-cd    | 1998 | You Really Got A Hold On Me (met Johnny Logan) / You Really Got A Hold On Me (Wendy van Wanten)   | 5 411530 023011 |
| s-cd    | 1998 | Denk Dan Aan Mij / Amapola                                                                        | -               |
| s-cd    | 1998 | Achter De Coulissen Van Parijs / Bij Elke Verjaardag                                              | -               |
| s-cd    | 1998 | Chanson d'Amour / Stralen Uit De Hemel                                                            | 5 411530 025022 |
| s-cd    | 1998 | If You Want / If You Want (instrumental)                                                          | 5 411530 025381 |
| s-cd    | 1999 | Heaven / Heaven (instrumental)                                                                    | 5 412545 957018 |
| s-cd    | 2000 | Why Tell Me Why / Why Tell Me Why (Extended Version)                                              | -               |
| s-cd    | 2000 | Little Wonder / Mijn Klein Wonder                                                                 | 5 411530 030859 |
| s-cd    | 2001 | Kom Met Me Mee / Kom Met Me Mee (Instrumentaal)                                                   | -               |
| s-cd    | 2005 | Er Klinkt Muziek Door De Nacht (met Vader Abraham) / Ik Hoor Steeds Als Ik Je Zie Die Ene Melodie | 5 412577 200908 |
| s-cd    | 2005 | Ooit Het Gevoel / Heart Of Glass                                                                  | 5 412577 201660 |
| s-cd    | 2006 | (Am I A) Woman In Love / (Am I A) Woman In Love (Instrumentaal)                                   | -               |
| s-cd    | 2007 | Nog Eén Sneeuwvlok (met Debby & Nancy) / Debby & Nancy - Mijne Kop Doet Zeer                      | 8 714221 043747 |
| s-cd    | 2007 | Wij Zijn Toch Zo Verschillend (met Frans) / Wij Zijn Toch Zo Verschillend (Instrumentaal)         | -               |
| s-cd    | 2008 | Wonderen / Wonderen (Korte versie)                                                                | 5 419999 101769 |
| digital | 2008 | Amai                                                                                              | -               |
| digital | 2008 | Drie Seconden                                                                                     | -               |
| s-cd    | 2009 | Hij Is Zo Beroemd / Hij Is Zo Beroemd (Instrumentaal)                                             | 9 789078 505167 |
| s-cd    | 2009 | Voor Altijd                                                                                       | 5 411530 800506 |
| digital | 2011 | Taka Takata                                                                                       | -               |
| s-cd    | 2011 | Jij Bent Mijn Leven                                                                               | 5 425026 680176 |
| s-cd    | 2013 | Wat Ik Voel Voor Jou                                                                              | 5 411530 802982 |

### Albums
| Album met hitnotering(en) in de Vlaamse Ultratop 200 albums | Datum van verschijnen | Datum van binnenkomst | Hoogste positie | Aantal weken | Opmerkingen |
| ----------------------------------------------------------- | --------------------- | --------------------- | --------------- | ------------ | ----------- |
| Verborgen verdriet                                          | 1995                  | 02-12-1995            | 6               | 15           |             |
| Kom dichter                                                 | 1996                  | 14-09-1996            | 3               | 9            |             |
| 13 bolero's                                                 | 1997                  | 08-11-1997            | 16              | 4            |             |
| Woman in love                                               | 2006                  | 09-12-2006            | 14              | 14           |             |
| Wendy zingt Dalida                                          | 2014                  | 15-02-2014            | 23              | 10           |             |

| cd  | jaar | titel(s)                                                                                          | tracks | barcode         |
| --- | ---- | ------------------------------------------------------------------------------------------------- | ------ | --------------- |
| cd  | 1991 | Verliefd                                                                                          | 13     | 656 768 2       |
| cd  | 1994 | Wendy van Wanten (heruitgave Verliefd)                                                            | 13     | 5 412577 980091 |
| cd  | 1994 | The best of - Verliefd (heruitgave Verliefd, zelfde schijf als 'Wendy van Wanten', ander artwork) | 13     | 5 412577 980091 |
| cd  | 1995 | Blijf nog 1 nacht                                                                                 | 10     | 5 412654 952003 |
| cd  | 1995 | Verborgen verdriet                                                                                | 12     | 5 411530 017577 |
| cd  | 1996 | Kom dichter                                                                                       | 11     | 5 411530 019809 |
| cd  | 1996 | Proef me                                                                                          | 12     | 5 411555 610524 |
| cd  | 1997 | 13 Bolero's                                                                                       | 13     | 5 411530 021598 |
| 2cd | 1999 | Best of...                                                                                        | 30     | 5 411530 026586 |
| cd  | 2006 | Woman in love                                                                                     | 12     | 7 86574 11352 9 |
| cd  | 2008 | Durf te geloven                                                                                   | 12     | 8 714221 047615 |

### Overige uitgaven
- Ik Zie Je Graag (1993)
- Denk Aan Mij (1998)
- Romeo & Julia (2002)
- Sneeuw (2003)
- De Kleine Zeemeermin (2004)
- Nog 1 sneeuwvlok (samen met Debby & Nancy) (2007)
- Wij zijn toch zo verschillend (samen met haar vriend, Frans) (2007)